# Sauer S 1800
Der Sauer S 1800 UL ist ein Flugzeugmotor, der von der rheinland-pfälzischen Firma Sauer Flugmotorenbau produziert wird.

## Konstruktion und Entwicklung
Der S 1800 UL ist ein Vierzylinderviertaktboxermotor mit Hydrostößeln, mechanischer Kraftstoffpumpe, einfacher Magnetzündung oder doppelter elektrischer Zündung und einer Dauerleistung von 48 kW (65 PS) bei einer Drehzahl 3000 min−1. Kurzzeitig erlaubt der Motor eine Leistungsentnahme von 50 kW (68 PS) bei einer Drehzahl von 3200 min−1. Mit einem Hub von 69 mm und einer Bohrung von 92 mm verfügt der 63 kg schwere Motor über einen Hubraum von 1835 cm² mit einer Kompression von 8,5:1. Der Propeller wird direkt angetrieben. Der Verbrauch im Reiseflug liegt bei acht bis neun Litern UL 95.

## Varianten

Sauer S 1800-1

Neben dem S 1800 UL gibt es das musterzugelassene Modell S 1800-1 in verschiedenen Ausführungen. Es besitzt mit einem Hub von 69 mm und einer Bohrung von 90 mm einen etwas geringeren Hubraum von 1754 cm³ und leistet maximal 44 kW (60 PS) bei einer Drehzahl von 3000 min−1.

## Verwendung
S 1800 UL
- Avid Flyer
- Ikarus C22

S 1800-1
- Scheibe SF 25B
- Fournier RF 4